# 2018년 5월 죽음
다음은 2018년 5월에 사망한 저명한 인물 목록이다.
- 5월 3일 - 대한민국의 해군참모총장 김홍렬
- 5월 6일 - 이탈리아의 영화감독 에르만노 올미
- 5월 7일 - 에스토니아의 음악가 로만 토이
- 5월 8일 - 영국의 영화 편집자 앤 V. 코츠
- 5월 10일 - 대한민국의 가수 금사향
- 5월 11일 - 프랑스의 문학이론자 제라르 주네트
- 5월 12일
  - 대한민국의 시사평론가 물뚝심송
  - 영국의 연쇄살인자 데니스 닐슨
- 5월 13일 - 미국의 배우 마곳 키더
- 5월 14일 - 미국의 소설가 톰 울프
- 5월 15일 - 트리니다드 토바고의 축구선수 제이로이드 새뮤얼
- 5월 17일
  - 대한민국의 패션디자이너 이영희
  - 대한민국의 기업인 이승헌
- 5월 19일 - 미국의 문화가 로버트 인디애나
- 5월 20일
  - 대한민국의 기업인 구본무
  - 대한민국의 영화배우 김민승
  - 미국의 배우 패트리샤 모리슨
- 5월 21일
  - 대한민국의 음향감독 김벌래
  - 이탈리아의 배우 안나 마리아 페레로
- 5월 22일 - 미국의 소설가 필립 로스
- 5월 23일 - 대한민국의 야구선수 김경남
- 5월 24일 - 독일의 운동가 구드룬 부르비츠
- 5월 25일 - 대한민국의 외교학자 강광식
- 5월 27일
  - 대한민국의 기업인 하동환
  - 미국의 소설가 가드너 도즈와
- 5월 28일
  - 스웨덴의 정치인 올라 울스텐
  - 덴마크의 화학자 옌스 크리스티안 스코우